# Sideroxylon reclinatum
Sideroxylon reclinatum là một loài thực vật có hoa trong họ Hồng xiêm. Loài này được Michx. miêu tả khoa học đầu tiên năm 1803.